# Sylvenomyia sueciae
Sylvenomyia sueciae är en tvåvingeart som beskrevs av Boris Mamaev och Zaitzev 1998. Sylvenomyia sueciae ingår i släktet Sylvenomyia och familjen gallmyggor. Inga underarter finns listade i Catalogue of Life.